# Iwan Chabarow
Iwan Nikiticz Chabarow, ros. Иван Никитич Хабаров (ur. 31 października?/12 listopada 1888 w miejscowości Sarai w obwodzie riazańskim, zm. 1960) – radziecki wojskowy, generał porucznik.
Do Armii Czerwonej wstąpił podczas wojny domowej w Rosji, w której wziął udział m.in. jako dowódca batalionu. Od 1935 komdiw. Od 13 września 1939, m.in. w czasie pierwszego etapu wojny zimowej, był dowódcą 8 Armii (pozbawiony funkcji 13 grudnia 1939 z powodu porażek i zastąpiony Grigorijem Szternem). Później pracował w zarządach zaopatrzenia wojsk 8, 9 i 14 Armii. 6 czerwca 1940 mianowany generałem majorem. W latach 1941–1943 był szefem szkół wojskowych. Od 23 grudnia 1943 był zastępcą dowódcy 2 Armii Uderzeniowej. 19 kwietnia 1945 awansował na generała porucznika. Po wojnie był zastępcą dowódcy różnych okręgów wojskowych. 26 maja 1950 z powodów zdrowotnych przeszedł na emeryturę.

## Odznaczenia
- Order Lenina
- Order Czerwonego Sztandaru (czterokrotnie, m.in. w 1920 i 1922)
- Order Kutuzowa I klasy
- Order Kutuzowa II klasy
- Order Wojny Ojczyźnianej I klasy
- Medal jubileuszowy „XX lat Robotniczo-Chłopskiej Armii Czerwonej”
- Medal za Obronę Leningradu